# CWT International
（港交所：521），前稱海航實業集團股份有限公司（簡稱海航實業股份）、海航國際投資集團有限公司（簡稱海航國際投資）和首長科技集團有限公司（簡稱首長科技），在1994年10月11日，由三泰實業有限公司更名而來。
其當時生產及銷售数字电视技术服务、机顶盒产品生产供应为核心的数字电视网络运营业务；以建筑智能化系统集成为主导的高科技增值服务业务；以建筑节能、专业节能以及LED照明产品为主体的节能服务与产品供应业务。現時經營休閒及旅遊服務、物業投資、管理與開發業務。
總部位於香港中環金融街8號國際金融中心二期58樓5811-5814室。主席為郭可，總裁為徐昊昊。
在2007年9月初，首長科技以收購中程科技28.12%权益，总代价1.02亿港元，其後降低持股量至78.5%。
2013年7月，海航集團購入首長科技25.67%股權。
2017年4月9日，海航實業股份以每股要約價2.33坡元，斥資13.987億坡元(約76.929億港元)，收購新加坡上市的物流公司迅通集團（英語：CWT Limited）所有已發行股份(600,304,650股)。
2017年11月12日，海航實業建議將公司名稱由「HNA Holding Group Co. Limited 海航實業集團股份有限公司」更改為「CWT International Limited」
2018年7月4日，海航實業以7.3億新加坡元(相當於約43.07億港元)出售新加坡倉庫物業給豐樹物流信託(MapletreeLogistics Trust)的受託人新加坡滙豐機構信託服務(HSBC Institutional Trust Services Singapore)